# 聖瑪麗斯 (丹地)
聖瑪麗斯（英語：St Marys）是蘇格蘭邓迪的地方，位於城市西北部。第二次世界大戰後，政府在這區興建公共房屋，為當地人提供居所。這區的街道名稱大多以聖（St）開首。